# Estação Sapucaia
A Estação Sapucaia é uma das estações do Metrô de Porto Alegre, situada em Sapucaia do Sul, entre a Estação Luiz Pasteur e a Estação Unisinos. Faz parte da Linha 1.
Foi inaugurada em 2 de março de 1985. Localiza-se na Avenida Sapucaia. Atende o bairro do Centro.

## Localização
A estação recebeu esse nome por ser a principal estação situada no município de Sapucaia do Sul. O município possui esse nome por ter tido origem em uma fazenda que se chamava Fazenda Sapucaia.
Em suas imediações se localiza o Estádio Arthur Mesquita Dias, sede do Grêmio Esportivo Sapucaiense.